# Demi Evans
Demi Evans (Dallas, 1965 –) amerikai énekesnő, dalszerző. Demi Evans sokkal több, mint egy hang: mindenekelőtt egy ragyogó előadóművész, akinek őszintesége, meggyőződésének ereje és lelkesedése a közönséget magával ragadja. Szövegszerzői tehetsége különösen a Fred Morissey-vel írt számokban mutatkozik meg. Evans Nina Simone művészetének meggyőző követője. Nyugat-Európában és különösen Franciaországban híres bluesénekesnő. Az Egyesült Államokban viszonylag ismeretlen.

## Pályafutása
Demi Evans az 1960-as években született Észak-Dallasban. Nagymamája nevelte fel, aki dallasi dzsesszklubokban énekelt. Ez lehetőséget adott Evansnek, hogy olyan énekesekkel találkozzon, mint például Johnnie Taylor. Tizennégy éves korában a Dallas Morning News munkatársa volt. Los Angelesben egy modellügynökség szerződtette. A jövedelmét színészi órákra fordította.
Az 1980-as évek közepén New Yorkba költözött, és komédia-előadásokban kezdett fellépni. Grace Jonest igyekezett követni.
Jean-Paul Gaultier és Christian Lacroix modellje volt Párizsban, Milánóban és Bécsben. Amikor Németországba költözött, Sven Väth-tal dolgozott. Kiadott néhány popdalt. Visszatérve az Egyesült Államokba, Stevie Wonderrel kezdett dolgozni. Otthagyta a modellkedést és visszatért Európába. 1995 nyarán autóbalesetet szenvedett. Hosszantartó felépülése után Párizsba költözött. Jean-Jacques Milteau harmonikás együttesében dolgozott.
2006 tavaszán adta ki első albumát, a „Why Do You Run”-t, és azzal európai dzsesszfesztiválokon turnézott. 2007-ben az Párizsban, az Olympia-ban lépett fel. Evans Párizsban él.

## Albumok
- 2005: Pacific Blue (Live) és Jean-Jacques Milteau, Manu Galvin
- 2006: Fragile és Michelle Shocked, Jean-Jacques Milteau
- 2007: Live, hot n'blue és Jean-Jacques Milteau, Andrew Jones
- 2008: Why do you run
- 2009: My America
- 2012: Live, Life, Live

### Vendég
- Fragile, Jean-Jacques Milteau
- Live, (+ Hot 'n Blue) Jean-Jacques Milteau